# خونریزی‌های دوران بارداری و زایمان
خونریزی‌های دوران بارداری و زایمان (انگلیسی: Obstetrical bleeding) به هرگونه خونریزی در دوران بارداری گفته می‌شود که ممکن است پیش از زایمان، حینِ انجامِ زایمان یا پس از زایمان رخ دهد. خونریزی قبل از زایمان، با خونریزی‌هایی گفته می‌شود که بعد از ۲۴ هفته بارداری روی می‌دهند. خونریزی ممکن است واژینال (به بیرون) یا با احتمال کمتر به درون حفره شکمی باشد. خونریزی‌هایی که پیش از هفته ۲۴ اتفاق می‌افتد به عنوان خونریزی زودهنگام بارداری در نظر گرفته می‌شوند.
دلایل خونریزی قبل و حین زایمان عبارتند از: عفونت گردن رحم، جفت سر راهی، جداشدگی جفت و پارگی رحم. علل خونریزی بعد از زایمان عبارتند از انقباض ضعیف رحم، احتباس محصولات حاملگی در رحم و اختلال انعقاد خون.
حدود ۸٫۷ میلیون مورد خونریزی شدید مادران در سال ۲۰۱۵ رخ داد که منجر به مرگ ۸۳٬۰۰۰ نفر آنها شد. بین سال‌های ۲۰۰۳ و ۲۰۰۹، خونریزی ۲۷ درصد از مرگ و میر مادران در سراسر جهان را تشکیل می‌داد.

## هفته‌های آخر بارداری
خونریزی قبل از زایمان (APH) به خونریزی در دوران بارداری پس از هفته بیست و چهارم (گاهی پس از هفته بیستم) تا زمان تولد نوزاد گفته می‌شود.
نخستین دلیل چنین خونریزی‌هایی، وجود جفت سر راهی است؛ یعنی جفتی که در پایین رحم یا بسیار نزدیک به داخل دهانه رحم قرار دارد. این وضعیت تقریباً در ۴ مورد از ۱۰۰۰ بارداری رخ می‌دهد و معمولاً باید با زایمان از طریق سزارین برطرف شود. همچنین جدا شدن جفت (که طی آن جدا شدن زودرس جفت از دیوارهٔ رحم رخ می‌دهد) ممکن است منجر به خونریزی زایمانی شود که گاهی از نوعِ «خونریزی پنهان» است. این تشخیص همیشه باید پس از ضربه‌های شدید به بدن مادر (مثلا در جریان تصادف وسایل نقلیه موتوری)، سقوط یا زمین خوردن مد نظر باشد.
تشخیص‌های دیگری که در ارزیابی خونریزی پیش از زایمان باید لحاظ شوند، عبارتند از: «معاینات استریل واژینال» که به منظور ارزیابی اتساع گردن رحم بیمار در نزدیکی هفته چهلم انجام می‌شود و همچنین «نارسایی دهانه رحم» که طبق تعریف به اتساع دهانه رحم در سه‌ماهه دوم (هفته ۱۴ تا ۲۶) گفته می‌شود و ممکن است نیازمند مداخله‌های پزشکی برای حفظ بارداری باشد.

## در طول زایمان
علاوه بر جفت سرراهی و جدا شدن جفت، پارگی رحم نیز می‌تواند یکی از دلایل خونریزی باشد که وضعیت بسیار جدی و خطرناکی است که ممکن است منجر به خونریزی داخلی یا خارجی شود. خونریزی از جنین نادر است، اما ممکن است با دو وضعیت به نام‌های «عروق سرراهی» (vasa previa) و جفت ولامنتوس رخ دهد که در آن رگ‌های خونی جنین در نزدیکی محل قرارگیری جفت قرار دارند، بدون لایه محافظتی ژله‌ای بند ناف وجود داشته باشد. گاهی این وضعیت با سونوگرافی قابل تشخیص است. همچنین آزمایش‌هایی برای افتراق خون مادر از خون جنین وجود دارد که می‌تواند به تعیین منبع خونریزی کمک کند.

## پس از زایمان
طبق تعریف، خونریزی غیرطبیعی پس از زایمان یا به اختصار «خونریزی پس از زایمان»، از دست دادن بیش از ۵۰۰ میلی لیتر خون پس از زایمان طبیعی یا ۱۰۰۰ میلی لیتر خون پس از سزارین است. سایر شاخصه‌های تعریفی از خونریزی بیش از حد پس از زایمان عبارتند از: بی‌ثباتی همودینامیک، افت هموگلوبین بیش از ۱۰٪ یا نیاز به انتقال خون. در متون علمی، «خونریزی اولیه» پس از زایمان به خونریزی کنترل‌نشده‌ای گفته می‌شود که در ۲۴ ساعت نخست زایمان رخ دهد، در حالی که «خونریزی ثانویه» بین ۲۴ ساعت تا ۶ هفته بعدی رخ می‌دهد.

## عوامل خطرساز
در موارد نادر، ناهنجاری‌های خونی ارثی، مانند هموفیلی، بیماری فون‌ویلبراند (vWD)، هموفیلی بی یا «کمبود فاکتور ۱۱ انعقاد» ممکن است باعث خونریزی شدید پس از زایمان شوند که با افزایش خطر مرگ در دوران پس از زایمان همراه است. خطر خونریزی پس از زایمان در بیماران مبتلا به بیماری فون‌ویلبراند و ناقلان بی‌علامت هموفیلی به ترتیب ۱۸٫۵٪ و ۲۲٪ است. این عارضه به دلیل افت طبیعی فاکتورهای انعقادی مادر پس از زایمان رخ می‌دهد که خطر «خونریزی ثانویه» پس از زایمان را به شدت افزایش می‌دهد. یکی دیگر از عوامل خطرساز خونریزی، کاهش سطح پلاکت‌های خون (ترومبوسیتوپنی) است که شایع‌ترین تغییر خونی مرتبط با فشار خون بالای ناشی از بارداری است. اگر تعداد پلاکت‌ها به کمتر از ۱۰۰٬۰۰۰ در هر میکرولیتر برسد، بیمار در معرض خطر شدید ناتوانی در ساخت لخته در حین زایمان و پس از آن خواهد بود که معنایش خونریزی شدید است.

## آزمایش‌های پزشکی
اگر مقدار کمی خونریزی در اوایل بارداری مشاهده شود، پزشک ممکن است آزمایش‌های زیر درخواست کند:
- آزمایش خون برای تشخیص مقدار گونادوتروپین جفتی انسانی (hCG) برای تأیید بارداری یا کمک به تشخیص سقط جنین احتمالی[۱۵]
- سونوگرافی ترانس واژینال لگن برای تأیید اینکه ثابت شود حاملگی خارج از رحم نیست. [۱۵]
- آزمایش گروه خون و Rh برای رد احتمال «بیماری همولیتیک نوزادان».[۱۵]

برای خونریزی مشاهده شده در مراحل پایانی بارداری، ممکن است آزمایش‌های زیر درخواست گردد:
- شمارش کامل خون و تعیین گروه خونی[۱۵]
- سونوگرافی برای تعیین محل جفت[۱۵]
- آزمایش کلایهاور-بتکه (KB) برای تشخیص منشأ خونریزی جنینی-مادری، به ویژه اگر تروما و ضربه شدید به مادر وارد آمده باشد.[۱۵]

## خونریزی‌های نامرتبط به بارداری
بیماران باردار ممکن است به دلیل تروما از دستگاه تناسلی خونریزی داشته باشند، از جمله صدمه‌های ناشی از رابطه جنسی، سرطان‌ها، به‌ویژه سرطان دهانه رحم و ناهنجاری‌های خونی. «حاملگی مولار» (که مول هیداتی‌فرم نیز نامیده می‌شود) نوعی بارداری است که در آن اسپرم و تخمک در داخل رحم به هم می‌پیوندند، اما نتیجه‌اش ایجاد یک کیست توموری شبیه به خوشه انگور به جای جنین است. خونریزی می‌تواند نشانه اولیه این نوع تومور باشد.